# Lampronia
Lampronia is een geslacht van vlinders van de familie witvlekmotten (Incurvariidae).

## Soorten
- L. absolutrix (Meyrick, 1930)
- L. albifusa Meyrick, 1926
- L. aureovirens (Dietz, 1905)
- L. dicommatias Meyrick, 1931
- L. dumicolella Peyerimhoff, 1872
- L. heliocephala Meyrick, 1931
- L. insignis (Christoph, 1882)
- L. labradorella (Clemens, 1864)
- L. mesospilella Herrich-Schäffer, 1853
- L. novempunctata Nielsen, 1982
- L. obscuromaculata Braun, 1921
- L. oehlmaniella (Hübner, 1796)
- L. piperella (Busck, 1904)
- L. praelatella (Schiffermüller, 1776)
- L. quieta Braun, 1921
- L. quinquepunctata Nielsen, 1982
- L. symmeles Meyrick, 1919
- L. trimaculella (Herrich-Schäffer, 1853)
- L. variata Braun, 1921